# 弗罗茨瓦夫市政厅
51°06′35″N 17°01′54″E / 51.10972°N 17.03167°E

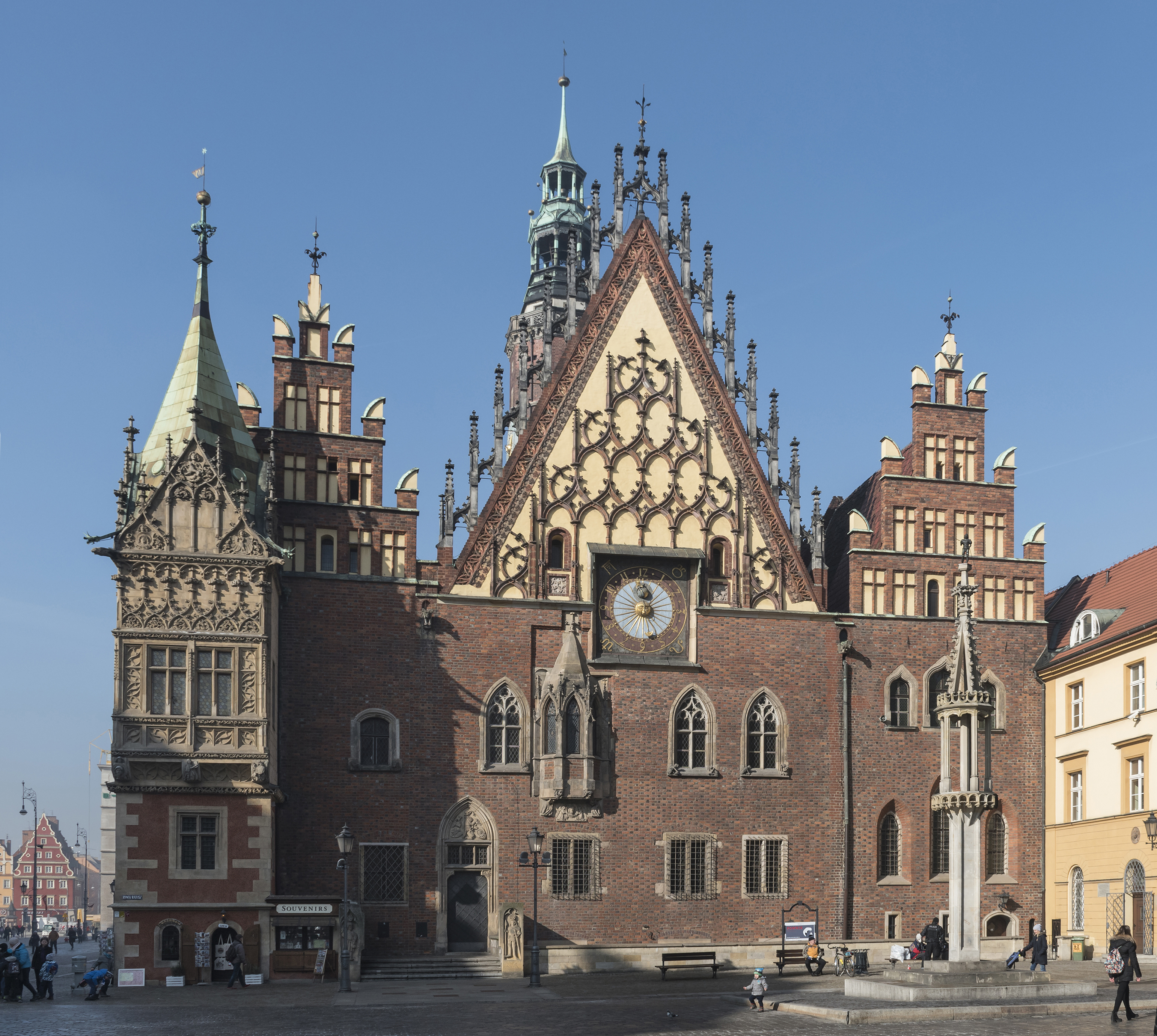
弗罗茨瓦夫市政厅东立面

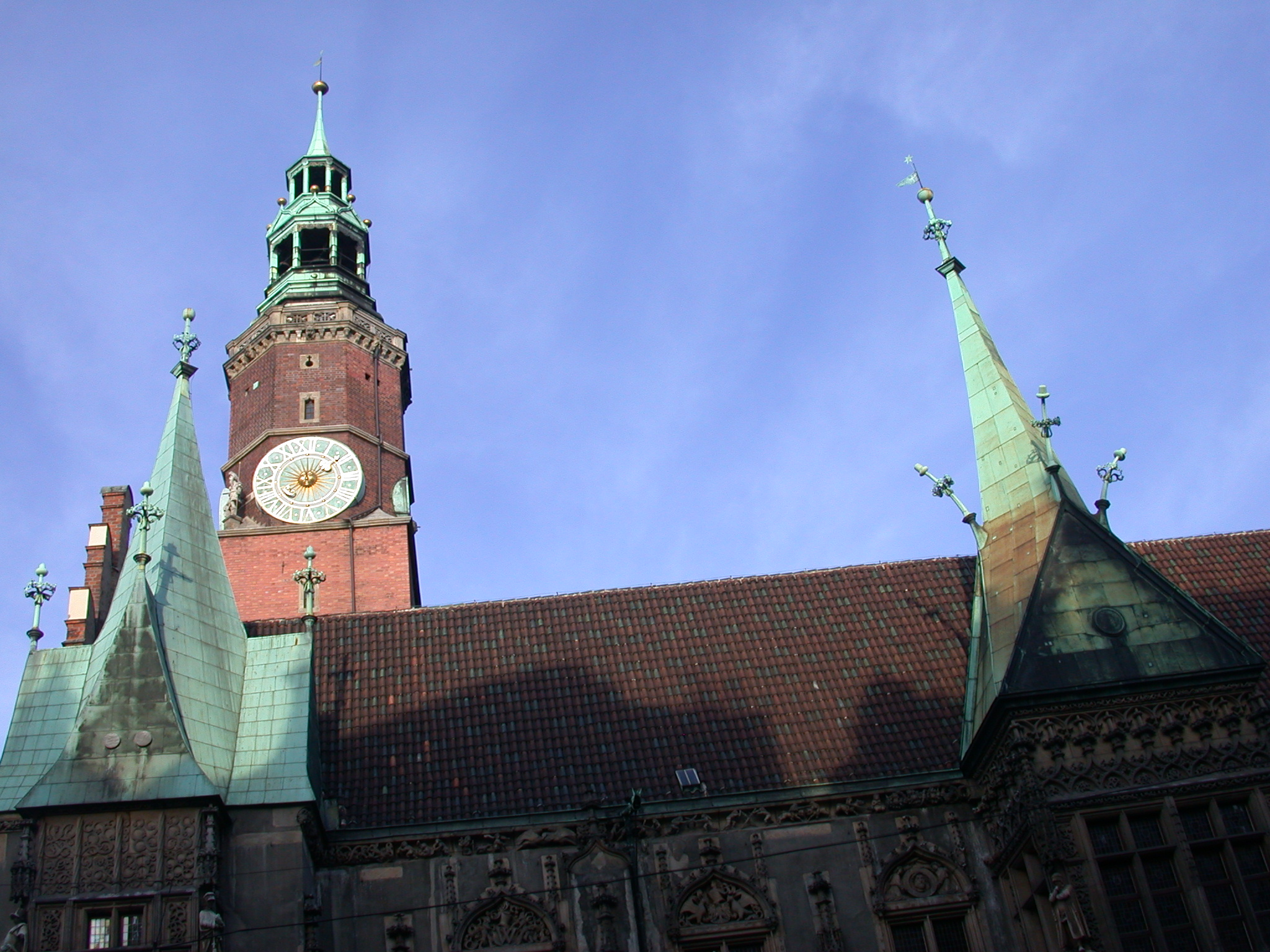
屋顶

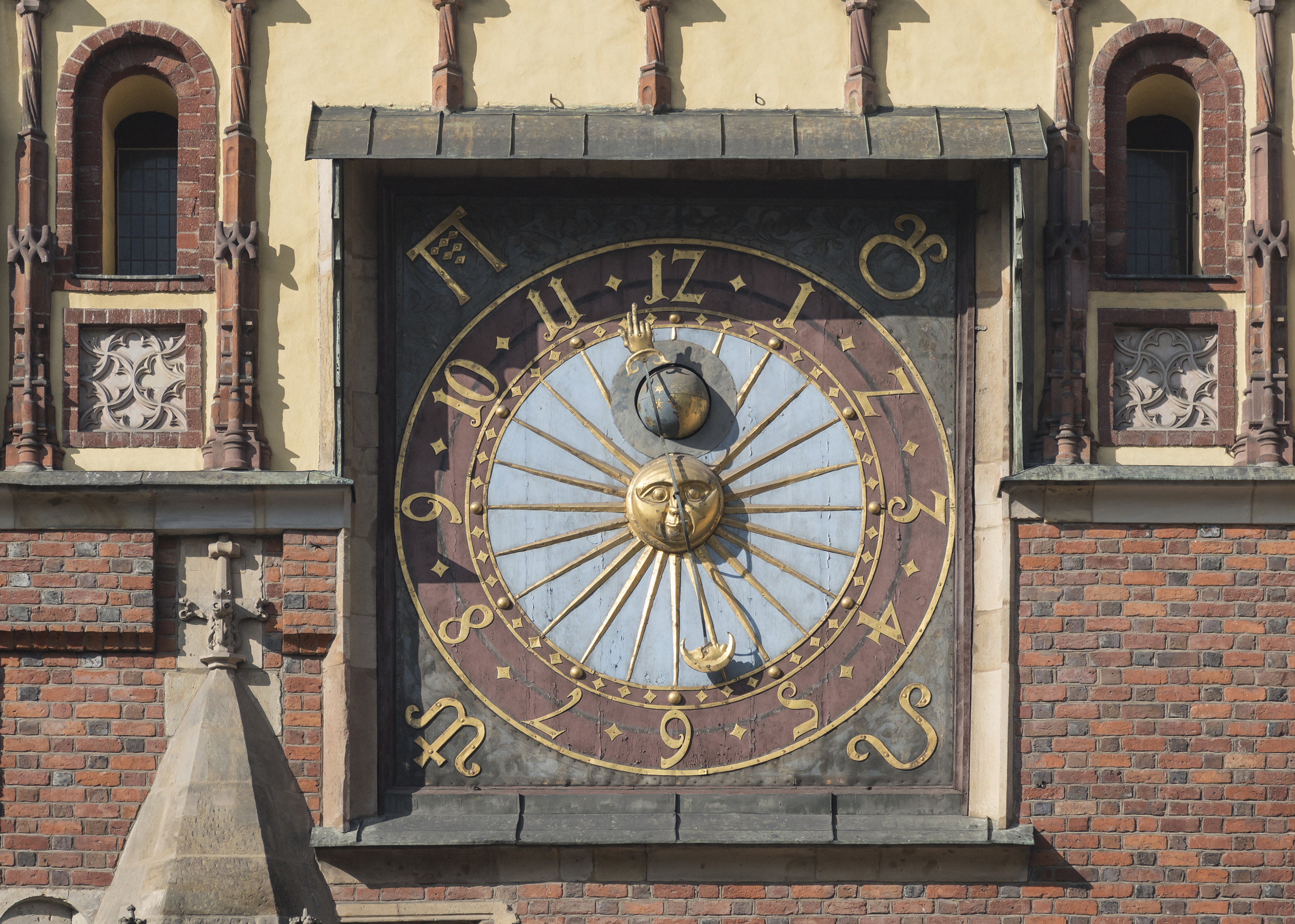
时钟

弗罗茨瓦夫市政厅（波兰语：Stary Ratusz，德语：Breslauer Rathaus）是一座位于波兰弗罗茨瓦夫市中央集市广场的哥特式建筑，其建设经历了大约250年，从13世纪末持续到16世纪中叶，最终具有目前的形式。最初它是一座单层建筑物，以后逐渐扩建。在17世纪，底层用于军事用途，普通民众只能进入地下室，那里有啤酒供应。19世纪，法院迁往单独的建筑，市政厅主要为市议会使用。1930年代，它改为一座博物馆。二战期间，该建筑有10%被损坏，屋顶受损严重，还损失了一些雕塑。重建工程从1950年代一直延续到20世纪末，包括东立面的时钟。今天，它用于开设博物馆，并举办音乐会等文化活动，地下室开设餐厅。在市民大厅有一幅16世纪城市地图。楼上是15世纪下半叶的大厅，用于举行正式仪式。